# Károly Aszlányi
Károly Aszlányi (n 22 aprilie 1908, Insula Ada Kaleh -d.8 decembrie 1938, Dorog) a fost un scriitor, romancier și jurnalist evrei-maghiar, fiul scriitorului Dezső Aszlányi.

## Biografia
S-a născut în Insula Ada Kaleh, insulă pe Dunăre, în fața Orșovei, astăzi sub apa barajului de la Porțile de Fier. 
A trăit în Viena, în Germania, în Danemarca. De asemenea, a urmat o școală de muzică.  În 1930, a prezentat piesa "Escroc dat în urmărire" la Teatrul Național de Cameră. Ca urmare a activității sale, Aszlanyi a devenit un adevărat scriitor. Nu se știe exact locul morții, dar aproape de kilometrul 57 spre Dorog. 
A murit într-un accident de mașină când, evitând să calce un copil, s-a izbit într-un copac.